# Ciad (lago)
Il lago Ciad (arabo: بحيرة تشاد, kanuri: Sádǝ, francese: Lac Tchad) è un lago d'acqua dolce endoreico situato al confine di quattro paesi: Nigeria, Niger, Ciad e Camerun, rispettivamente nell'Africa occidentale e centrale, con un bacino idrografico che supera 1000000 di km². Costituisce un ecosistema umido fondamentale nell'Africa centro-occidentale. Le sue sponde sono ricche di canneti e paludi, e la pianura circostante è molto fertile, rendendolo una significativa area agricola irrigata. Il lago è ricco di risorse acquatiche ed è una delle più importanti zone di produzione ittica d'acqua dolce dell'Africa.
Il lago Ciad è suddiviso in un parti meridionali più profonde e settori settentrionali più superficiali. Le principali fonti idriche provengono da fiumi come lo Chari, che si immettono nel lago. Il livello delle acque varia notevolmente in base alle stagioni, e di conseguenza anche l'area del lago subisce grandi oscillazioni. Durante il periodo umido africano, il lago raggiunse un'estensione di circa 400000 km². Con il progressivo inaridimento del clima, la superficie del lago si è ridotta. Nel XIX secolo, aveva ancora un'area di circa 28000 km², ma a partire dalla metà degli anni '70 del Novecento, a causa dei cambiamenti climatici e della deviazione idrica operata dall'uomo, il lago si è considerevolmente ridotto, variando tra i 2000 e i 5000 km².

## Preistoria e storia

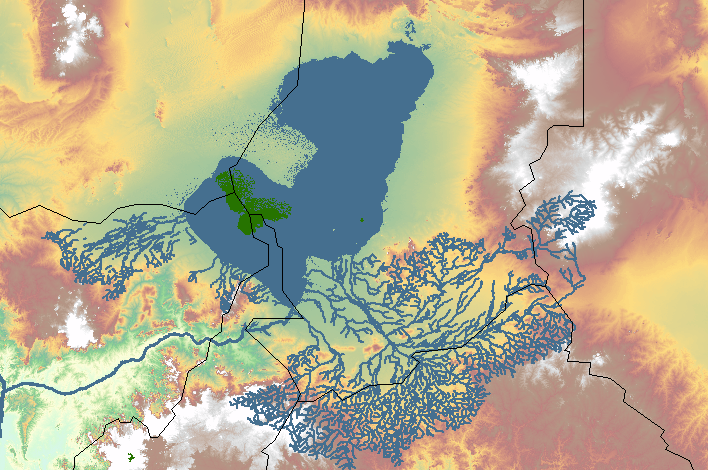
Il lago Ciad durante il periodo umido africano (in blu) e nel XX secolo (in verde).

Il bacino del Ciad si formò a causa della depressione dello Scudo africano. Il fondo del bacino è costituito da rocce precambriane ricoperte da oltre 3 600 metri di depositi sedimentari. Durante la maggior parte del Quaternario, il bacino possedeva abbondanti risorse idriche, ma verso la fine di questo periodo il clima divenne più secco. Tra circa 20 000 e 40 000 anni fa, iniziarono a formarsi dune di sabbia eolianitiche nella parte settentrionale del bacino. L'area del Lago Ciad visse quattro fasi di massimo splendore tra il 39 000 a.C. e il 300 a.C., lasciando spessi strati di depositi lacustri e terra diatomacea. Questo vastissimo corpo d'acqua, chiamato Mega-Ciad, raggiunse una profondità massima superiore ai 180 metri e una superficie di circa 400 000 km², riversandosi nel fiume Benue attraverso il Mayo Kébbi e infine nell'oceano Atlantico tramite il fiume Niger.
Le vaste acque formatesi durante il periodo umido africano crearono le condizioni ideali per la nascita di insediamenti di pescatori lungo il lago, e anche gruppi etnici nilo-sahariani migrarono verso questa regione. In questo periodo comparve anche l'agricoltura nella regione del Sahel. Intorno al 1800 a.C. si sviluppò la cultura ceramica nota come Gajiganna, inizialmente basata sulla pastorizia ma che, dal 1500 a.C. circa, si stabilì in piccoli villaggi lungo le rive del lago. Reperti archeologici hanno rivelato la presenza di graminacee selvatiche, prevalentemente della tribù Paniceae, e riso selvatico insieme alle prime testimonianze di domesticazione del miglio perlato, datate tra il 1200 e il 1000 a.C. Tra i più antichi reperti di miglio perlato domesticato dell'Africa occidentale vi sono esemplari carbonizzati trovati nel bacino del Ciad, databili tra l'800 e il 1000 a.C.
Villaggi permanenti si formarono a sud del lago entro il 500 a.C., e importanti scoperte archeologiche includono la civiltà Sao. Secondo i resoconti di Claudio Tolomeo della metà del II secolo d.C., i Romani del I secolo d.C. avevano già stabilito contatti con il lago Ciad attraverso connessioni con Tunisia, Tripolitania e Fezzan. Nel V secolo d.C., i cammelli erano ormai utilizzati nel commercio trans-sahariano che attraversava il Fezzan o, più a est, il Darfur. Dopo la conquista araba del Nord Africa nel VII e VIII secolo, il bacino del Ciad divenne sempre più connesso con il mondo islamico.
Il commercio e le tecniche agricole migliorate consentirono lo sviluppo di società più complesse. Intorno al 900 d.C., il popolo Kanem, di lingua kanuri, unificò numerose tribù nomadi fondando l'Impero Kanem a nord-est del lago. Inizialmente i Kanem continuarono a vivere come nomadi fino all'XI secolo, quando, islamizzandosi, si insediarono a Njimi. Grazie al commercio trans-sahariano, la potenza dell'Impero Kanem raggiunse il culmine nel XIII secolo, ma col declino dell'impero nel XIV secolo, il suo stato vassallo sud-occidentale, il Bornu, si rafforzò, spostando il centro di potere dell'impero proprio nel Bornu intorno al 1400. Nella seconda metà del XVI secolo, l'Impero Bornu iniziò a importare armi da fuoco dal Nord Africa, consolidando la propria egemonia militare. Tuttavia, nel XVIII secolo iniziò il declino del Bornu, che nel XIX secolo perse le sue regioni occidentali a favore del Califfato di Sokoto, venendo infine colonizzato dalle potenze europee nel XX secolo.
Con il crescente interesse dell'Europa verso l'Africa tra gli ambienti accademici e imprenditoriali, l'area del lago Ciad fu ampiamente descritta dagli europei nel corso del XIX secolo. Tra il 1898 e il 1909 vennero condotte tre spedizioni scientifiche. Durante la Conferenza di Berlino del 1884-1885, l'Africa fu spartita tra le potenze coloniali europee. Entro il secondo decennio del XX secolo, l'area del lago Ciad era ormai colonizzata e occupata da Regno Unito, Francia e Germania, che definirono confini rimasti in gran parte invariati negli attuali stati post-coloniali. Al momento dell'indipendenza, i paesi attorno al lago Ciad non avevano soltanto basi economiche fragili, ma anche conflitti etnici, religiosi e politici complessi. Nigeria e Niger, appena indipendenti, furono segnati da continui colpi di stato, mentre il Ciad attraversò una lunga guerra civile. L'incapacità dei paesi limitrofi di affrontare adeguatamente la tutela del lago Ciad ha provocato nel tempo una serie di problemi ambientali.

## Geografia

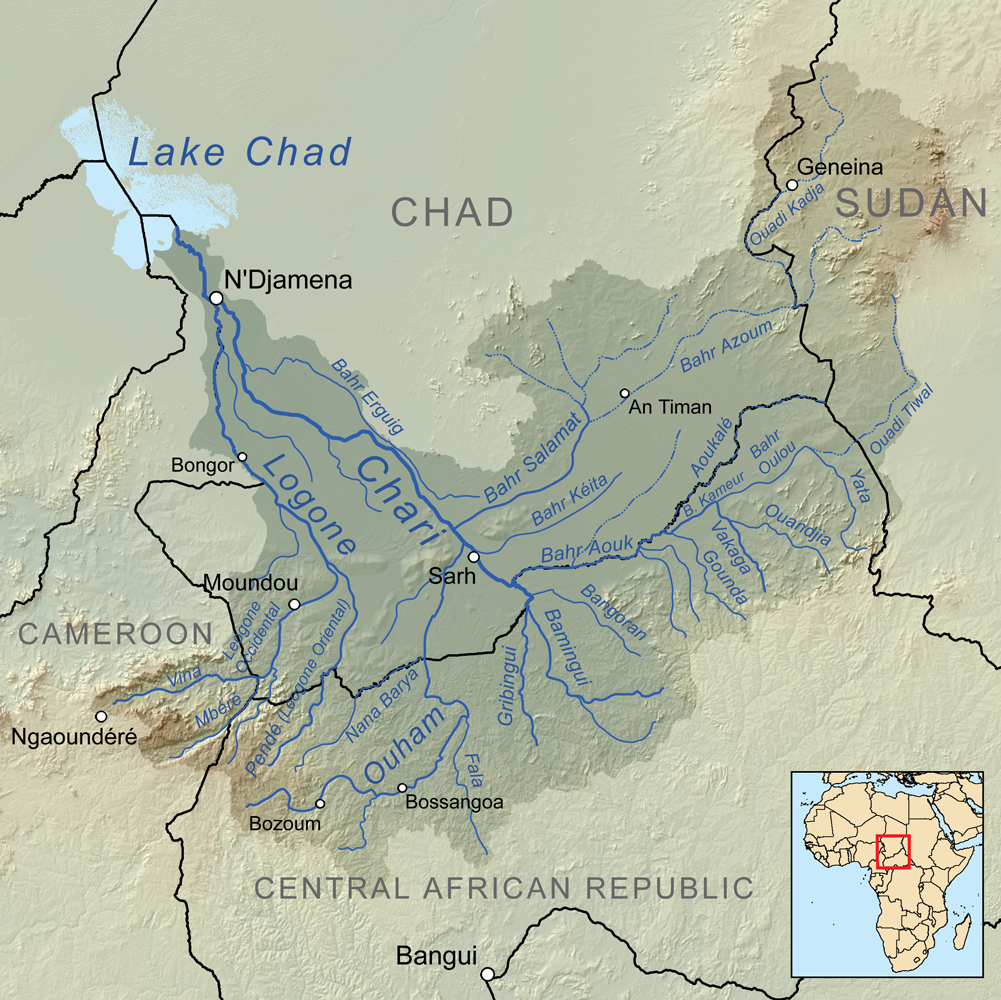
Mappa che mostra il bacino di drenaggio del fiume Chari.

Il bacino del Ciad comprende territori di Ciad, Nigeria, Camerun, Niger, Sudan e Repubblica Centrafricana. Si tratta di un bacino di tipo rift, caratterizzato da depressioni estensionali, suddivisibile in quattro unità strutturali secondarie: la depressione meridionale, la depressione settentrionale, il sollevamento centrale e il versante orientale. La depressione meridionale è caratterizzata da un rift composito a faglie asimmetriche, con pendii ripidi a est e dolci verso ovest, distribuito lungo una direzione nord/nord-ovest. Ai lati del bacino si trovano due grandi faglie normali, con al centro un graben caratterizzato da una faglia e una depressione. I lati orientale e occidentale costituiscono zone a pendenza dolce con inclinazioni relativamente basse verso l'esterno. La faglia orientale presenta una ripida inclinazione di circa 55°, mentre quella occidentale è meno inclinata, circa 45°. Lo spessore complessivo degli strati sedimentari nelle zone periferiche risulta relativamente sottile, mentre al centro del bacino esso raggiunge valori elevati, superando i 10 000 metri. La parte settentrionale del bacino, invece, presenta sul profilo un pendio ripido a ovest e dolce a est, con cinque zone strutturali a faglia parallele ai margini del bacino, sviluppate da ovest verso est.
Il lago Ciad è diviso in una parte nord e una sud da una soglia poco profonda chiamata Grande Barriera. Il fondo del bacino settentrionale è a un'altitudine di 275,3 metri, mentre quello del bacino meridionale è a 278,2 metri sul livello del mare. Quando il livello dell'acqua nella parte meridionale supera i 279 metri, questa fluisce verso nord. A sud, è presente acqua aperta in corrispondenza della foce del fiume Chari, mentre la parte occidentale è ricoperta da paludi a canneto. Le dune di sabbia nella parte orientale, non completamente sommerse, formano un arcipelago. La profondità media del bacino meridionale è compresa tra 0,5 e 2 metri, mentre quella del bacino settentrionale varia tra 0 e 1,8 metri, e quella dell'arcipelago orientale è compresa tra 0 e 2 metri.
Il clima della regione del lago Ciad è fortemente influenzato da masse d'aria continentali e marittime. La massa d'aria marittima si muove verso nord durante l'estate, generando precipitazioni stagionali; a fine estate tornano a prevalere le masse d'aria continentali. La precipitazione annuale media nella regione è di circa 330 mm, raggiungendo i 560 mm sulla sponda meridionale e circa 250 mm sulla sponda settentrionale. Durante la stagione delle piogge la temperatura massima è di circa 30 °C, mentre con l'arrivo della stagione secca (ottobre-novembre) sale oltre i 32 °C. L'escursione termica giornaliera durante la stagione secca è quasi doppia rispetto a quella della stagione piovosa, con temperature notturne che talvolta scendono fino a 8 °C in dicembre e gennaio. Aprile è solitamente il mese più caldo, con temperature che raggiungono occasionalmente i 40 °C. I livelli più bassi delle acque si registrano tra giugno e luglio, mentre quelli più alti tra novembre e dicembre, con temperature superficiali delle acque che variano tra 19 e 32 °C.

## Idrologia

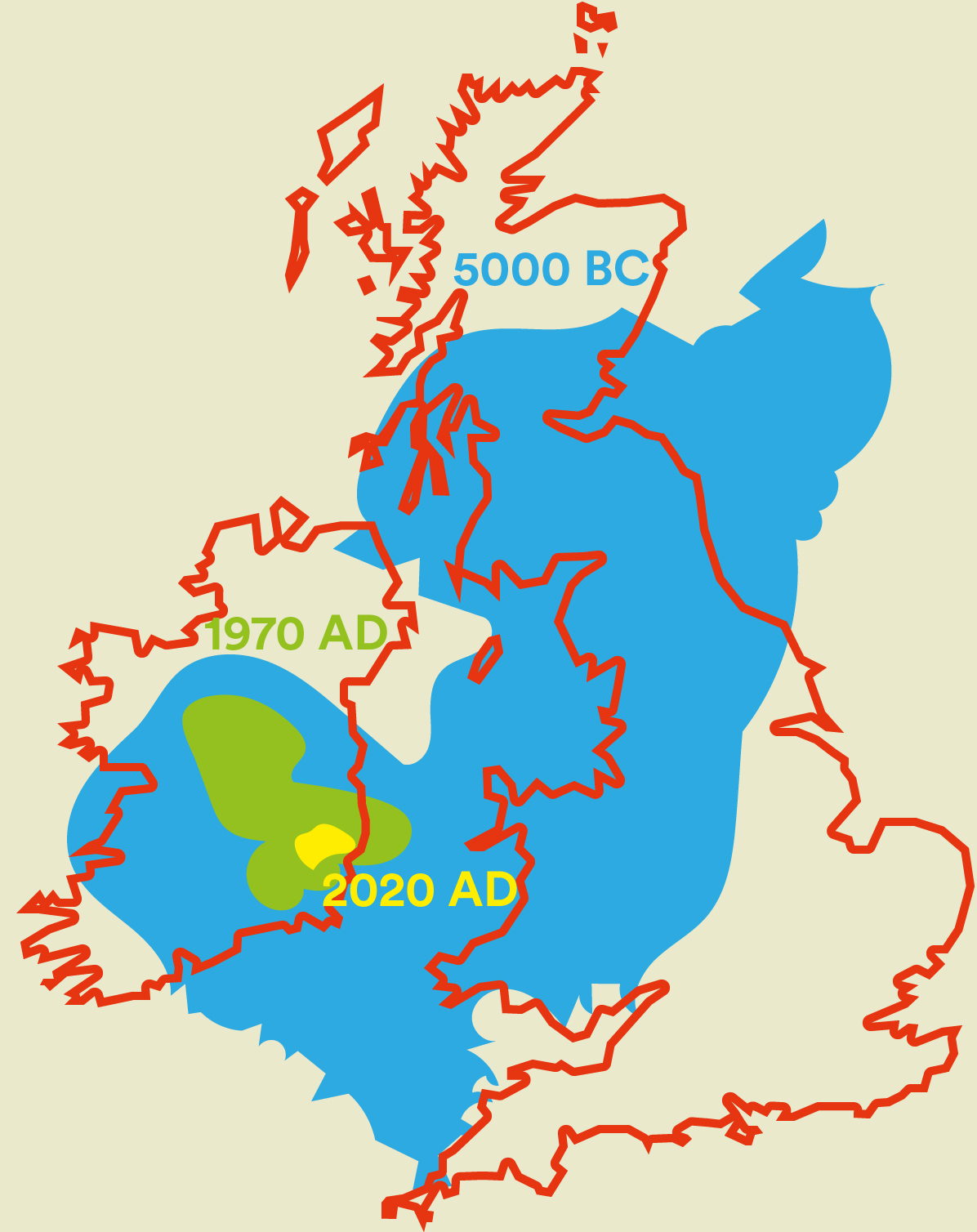
Restringimento del lago Ciad negli ultimi 7000 anni, con il contorno delle isole britanniche per il confronto delle dimensioni.

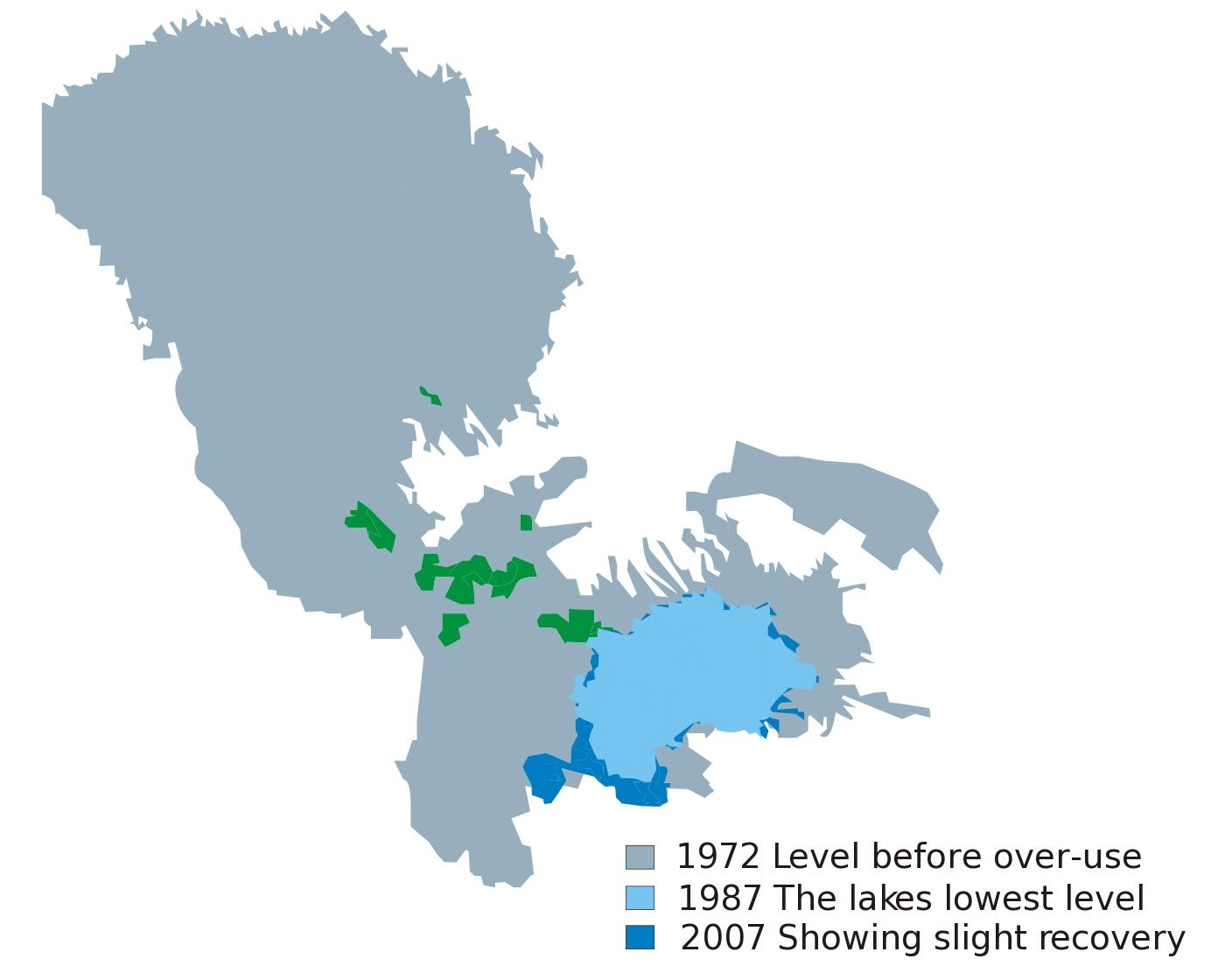
Lago Ciad 1972-2007.

Il bacino del Ciad si estende su un'area di circa 1 milione di chilometri quadrati ed è alimentato principalmente dai fiumi Chari, Logone e Yobe. L'apporto idrico del lago è prevalentemente stagionale: la maggior parte delle precipitazioni proviene dall'Altopiano dell'Adamawa, nella parte meridionale del bacino, e raggiunge il lago attraverso i fiumi Chari e Logone. Questi ultimi due contribuiscono per il 95% dell'afflusso totale nel lago Ciad, mentre il fiume Yobe apporta meno del 2,5%. Il lago perde acqua anche per infiltrazione sotterranea che raggiunge il punto più basso del bacino del Ciad, la depressione di Bodélé, situata a circa 480 chilometri a nord-est del lago, dove il punto più profondo si trova ad appena 155 metri sul livello del mare. Questo processo elimina gran parte della salinità, mantenendo così la bassa concentrazione di sali nelle acque del lago, che risultano dolci nella parte sud-occidentale e solo leggermente salmastre a nord-est.
Il volume idrico della maggior parte dei grandi laghi africani dipende fortemente dalle precipitazioni e dall'evaporazione: ciò significa che temperatura e quantità di piogge sono determinanti per regolare l'equilibrio idrico, e qualsiasi variazione può causare notevoli cambiamenti del livello e della superficie. Essendo il lago Ciad un bacino interno e poco profondo, le precipitazioni nel suo bacino risultano estremamente sensibili anche a piccole modifiche della circolazione atmosferica, rendendolo molto vulnerabile ai cambiamenti climatici. La progressiva aridità, causata dalla perdita di vegetazione dovuta al sovrapascolo, alla deforestazione e ai progetti di irrigazione su larga scala che deviano l'acqua dei fiumi affluenti, rappresenta la ragione principale della riduzione del lago. Anche oscillazioni climatiche come l'oscillazione multidecadale atlantica (AMO) e El Niño (ENSO) influenzano la quantità di precipitazioni nella regione del Sahel. Dal 1960 alla metà degli anni '80, il livello del lago Ciad si è ridotto di circa 3 metri rispetto alla media del periodo 1900-2010.
Nel 1870, il lago Ciad aveva una superficie di circa 28 000 km² e, durante la stagione delle piogge, poteva defluire tramite il Bahr el-Ghazal. All'inizio del XX secolo la superficie del lago si ridusse brevemente, ma raggiunse un nuovo massimo intorno alla metà del secolo, riuscendo nuovamente a defluire attraverso il Bahr el-Ghazal. Tuttavia, una grave siccità cominciata alla fine degli anni '60 provocò ingenti danni nel 1972 e nel 1984. Questa siccità fu collegata alla perdita di vegetazione, al riscaldamento globale e ad anomalie della temperatura della superficie marina. In quel periodo, il lago Ciad subì una drastica contrazione, oscillando successivamente tra i 2 000 e i 5 000 km².
Tra giugno 1966 e gennaio 1973, la superficie del lago Ciad passò da 22 772 km² a 15 400 km², riducendosi ulteriormente fino a 4.398 km² nel 1975 e a soli 1.756 km² nel febbraio del 1994. Da allora, la superficie del lago è entrata in una fase relativamente stabile con un lieve aumento. Tra il 1995 e il 1998, la sua estensione oscillò fra 1 200 e 4 500 km², raggiungendo i 5.075 km² nel 2000. Tra il 2013 e il 2016, l'area media del lago era di circa 1 876 km², con un massimo di 2.231 km² nel luglio del 2015.

## Ecologia

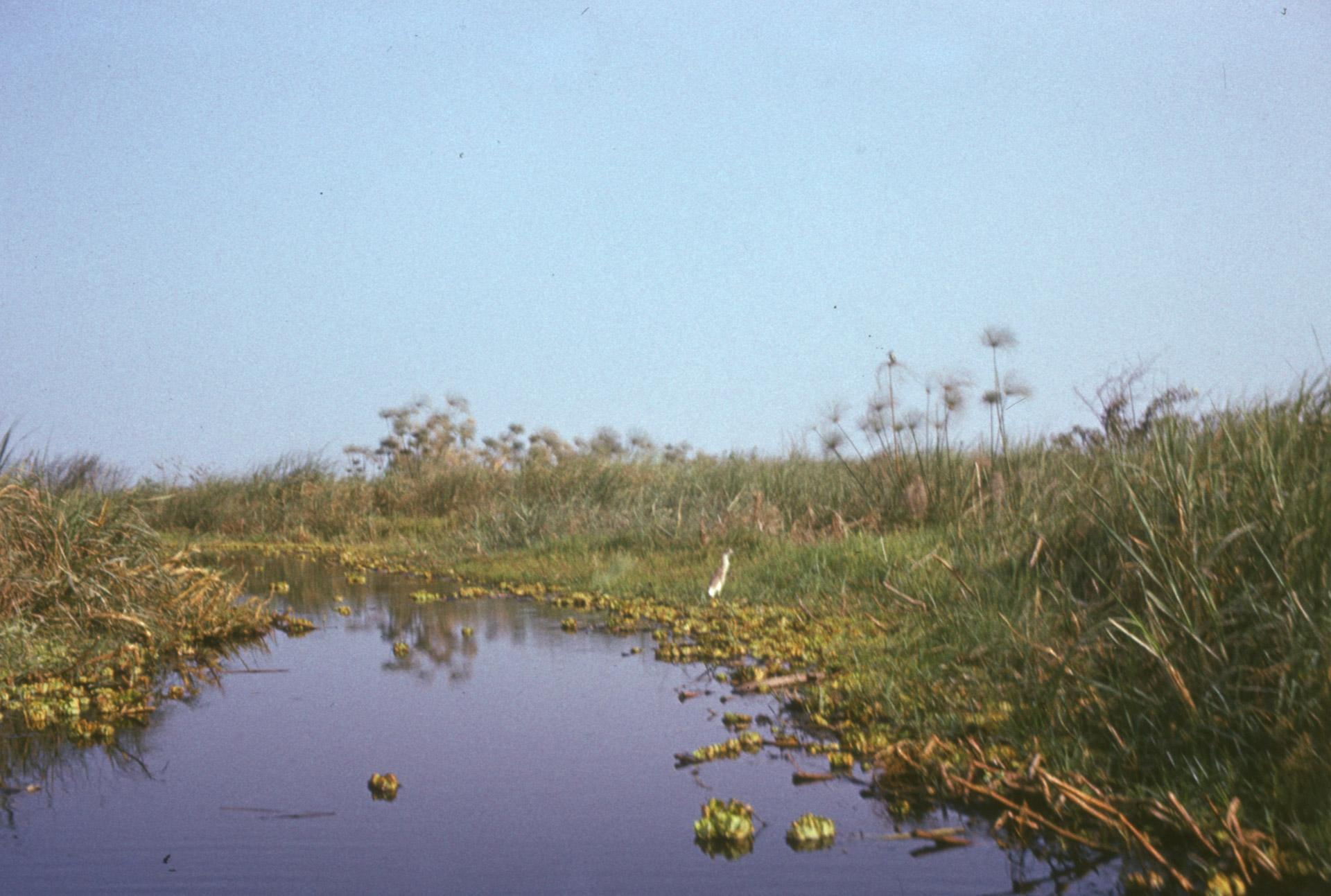
Savana inondabile del lago Ciad.

Parte del bacino del Ciad si trova all'interno del parco nazionale del bacino del Ciad, in Nigeria, mentre Nigeria e Camerun hanno istituito la zona umida Ramsar del lago Ciad, con un'area complessiva di 8.225 km².

### Flora
Le piante acquatiche nelle aree umide meridionali includono principalmente il papiro (Cyperus papyrus). A nord, dove la salinità è maggiore, predominano le canne palustri, mentre la lattuga acquatica, una pianta galleggiante, talvolta ricopre ampie superfici d'acqua libera. Sulle rive meridionali, soggette a lunghi periodi di inondazione, crescono piante come Hyparrhenia rufa. La superficie della vegetazione permanente è aumentata da circa 3 800 km² nel 2000 a circa 5 200 km² nel 2020, a causa dell'abbassamento del livello delle acque e dell'aumento delle temperature. La fitta vegetazione boschiva circostante si è gradualmente trasformata in una foresta aperta caratterizzata da acacie, baobab, palme e giuggioli indiani.

### Uccelli
Il lago Ciad è stato riconosciuto come Important Bird Area (IBA) da BirdLife International. È abitato in maniera permanente o stagionale da centinaia di specie di uccelli, come il mestolone (Spatula clypeata), l'oca del Nilo (Alopochen aegyptiaca) e il marabù africano (Leptoptilos crumenifer). Costituisce inoltre un'importante area di svernamento per anatidi e limicoli europei. Sulle sponde del lago sono presenti rapaci quali l'aquila delle steppe (Aquila nipalensis) e l'aquila minore (Hieraaetus pennatus). Durante alcuni periodi è possibile osservare contemporaneamente oltre un milione di combattenti (Calidris pugnax).

### Mammiferi
Tra i grandi mammiferi un tempo comuni vi erano la gazzella dalla fronte rossa (Eudorcas rufifrons), la gazzella dama (Nanger dama), l'eritrocebo (Erythrocebus patas), la iena striata (Hyaena hyaena), il ghepardo (Acinonyx jubatus) e il caracal (Caracal caracal). Nelle zone umide si trovavano anche l'elefante africano (Loxodonta africana), la lontra, l'ippopotamo (Hippopotamus amphibius), il sitatunga (Tragelaphus spekii) e il kob (Kobus kob). Attualmente, la maggior parte di questi grandi mammiferi è stata portata all'estinzione dalla caccia intensiva, sostituiti dalla presenza massiccia di bestiame domestico.

### Ittiofauna
L'intero bacino del Ciad ospita 179 specie di pesci, di cui 127 condivise con il bacino del Niger, 85 con il bacino del Nilo, 47 con il bacino del Congo, mentre nel lago stesso sono presenti 84 specie ittiche. Questo rende il lago Ciad una risorsa molto ricca per la pesca, fondamentale per le comunità locali in Nigeria, Niger, Ciad e Camerun. L'afflusso stagionale delle piene, combinato con aumenti stagionali della temperatura dell'aria, provoca una diminuzione della salinità, un aumento della torbidità e una maggiore disponibilità trofica, favorendo così un incremento di fitoplancton e zooplancton. Queste condizioni consentono ai pesci più grandi di migrare stagionalmente entro il bacino, nutrendosi e riproducendosi nelle fertili pianure alluvionali durante le inondazioni.

## Attività umane

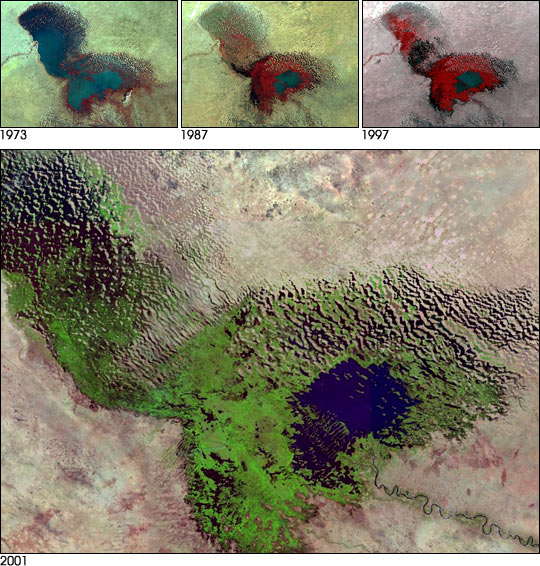
Il lago Ciad in un'immagine satellitare del 2001. Il lago si è ridotto del 95% dagli anni '60.

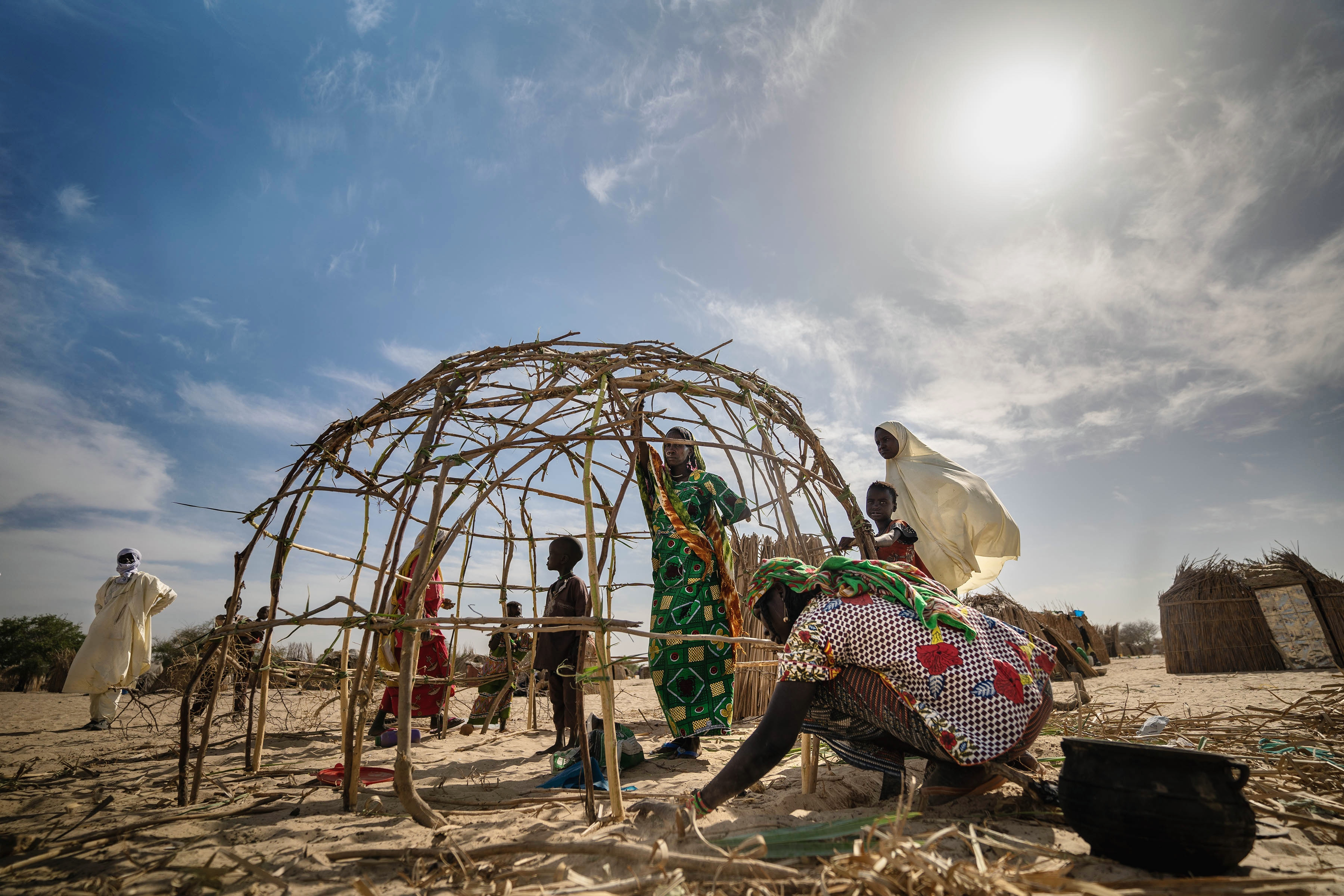
Costruzione di una casa temporanea nella regione del lago Ciad.

Nel bacino del lago Ciad vivono oltre 30 milioni di persone, distribuite in più di 70 gruppi etnici, principalmente concentrati lungo la sponda meridionale, dove la densità di popolazione supera i 100 abitanti per km². Le comunità locali dipendono dalle risorse idriche del lago per irrigazione, allevamento, agricoltura e approvvigionamento di acqua potabile. Tra le colture di sussistenza prevalgono sorgo, mais, miglio perlato, legumi e ortaggi. La coltivazione della zucca è molto diffusa per realizzare utensili domestici. Molto importante è anche la raccolta di prodotti forestali come la gomma arabica, il miele, la cera d'api e la legna da ardere. Tuttavia, la riduzione della superficie boschiva ha avuto un impatto negativo sulla disponibilità di tali risorse, effetto aggravato dalla crescita esplosiva degli allevamenti bovini. Oltre ai bovini, che costituiscono il bestiame più diffuso, sono allevati pollame, capre, pecore, cammelli, cavalli e asini. La siccità degli anni '70 e '80 del Novecento ha pesantemente colpito il settore zootecnico.
La pesca è tradizionalmente l'attività economica più importante per le popolazioni del lago. Durante i periodi di grave siccità la pesca si è quasi interrotta, riprendendo in modo significativo soltanto a partire dalla metà degli anni Novanta. Gran parte dei prodotti ittici viene essiccata, marinata o affumicata. Di notevole rilevanza economica è anche il natron (carbonato di sodio idrato) prodotto nella depressione lungo la sponda nord-orientale del lago, che tradizionalmente veniva scavato in blocchi e trasportato attraverso il lago per essere venduto nei mercati della Nigeria. Dalla siccità degli anni Settanta, le terre emerse dopo il ritiro delle acque del lago, che non richiedevano irrigazione né fertilizzazione, sono state riconvertite a polder agricoli, coltivati a mais, fagiolo dall'occhio, riso, sorgo e altre colture. Gli agricoltori locali hanno progressivamente sostituito colture resistenti alla siccità come il grano con altre, come il riso, che richiedono molta acqua, aggravando fenomeni di salinizzazione del suolo ed eutrofizzazione delle acque. Gli effetti negativi della riduzione delle risorse idriche per la pesca, l'agricoltura e la pastorizia hanno ormai superato i benefici derivanti dall'ottenimento di nuove terre. I residenti che in precedenza dipendevano direttamente dal lago sono stati costretti a migrare, causando un declino economico continuo nella regione.
Dal 1970, i cinque paesi nella parte meridionale del bacino hanno costruito numerosi progetti idraulici sui fiumi Chari, Logone e Yobe, intercettando notevoli quantità d'acqua e provocando una drastica riduzione dell'afflusso idrico al lago. Dal 1970 al 1990, il flusso annuale medio dei fiumi Chari e Logone è sceso al 55% rispetto al periodo 1950-1970. Dagli anni Ottanta, circa un terzo dell'acqua di questi fiumi è stato deviato dalla Repubblica Centrafricana, situata più a monte, per irrigazione agricola e produzione di energia idroelettrica. Le dighe costruite a monte dei corsi d'acqua che affluiscono nel lago hanno alterato tempi ed estensione delle piene stagionali, interrompendo la migrazione dei pesci e causando un netto calo delle popolazioni di Alestes baremoze e persico del Nilo (Lates niloticus), che rappresentano le principali risorse ittiche del lago Ciad, e riducendo significativamente la quantità pescata. Al contempo si sono intensificati i conflitti tra paesi ed etnie locali per il controllo di risorse idriche e terriere. Tutti e quattro i paesi che si affacciano sul lago affrontano problemi di povertà estrema, e le difficoltà economiche locali hanno spinto parte della popolazione verso attività illecite come il traffico di droga e armi. Questa situazione è stata ulteriormente aggravata dalle attività del gruppo terroristico Boko Haram, che ha causato la migrazione forzata di milioni di persone e ostacolato lo sviluppo dell'intera regione.
Camerun, Niger, Nigeria e Ciad hanno fondato il 22 maggio 1964 la Commissione del Bacino del Lago Ciad, a cui si sono aggiunte la Repubblica Centrafricana nel 1996 e la Libia nel 2008. La sede della Commissione è situata a N'Djamena, capitale del Ciad. Gli obiettivi principali della Commissione includono la gestione del lago e delle sue risorse idriche, la protezione dell'ecosistema, nonché la promozione dell'integrazione regionale, della pace, della sicurezza e dello sviluppo economico nell'area del Lago Ciad. Per far fronte al declino del lago, i paesi circostanti hanno elaborato un progetto di ripristino idrico che prevede la costruzione di un canale lungo 2 400 km per trasferire annualmente circa 100 miliardi di metri cubi d'acqua dal bacino del fiume Congo a quello del fiume Chari, con l'impiego di una serie di dighe lungo il percorso per la produzione di energia idroelettrica.